# Інститут океанології ПАН
Інститут океанології ПАН (пол. Instytut Oceanologii PAN) — науково-дослідний інститут Польської академії наук. Інститут знаходиться в Сопоті, Польща.

## Історія
Інститут океанології Польської академії наук був створений у 1983 році як продовження Морської станції Польської академії наук, яка існувала в Сопоті з 1953 року.
Інститут проводить дослідження у галузі океанографії (фізика, хімія, біологія і екологія моря). Метою робіт інституту є проведення фундаментальних наукових дослідницьких робіту галузі морського середовища та поглиблення знань про море. Інститут проводить дослідження в Балтійському морі і Європейській Арктиці.